# Elewarr

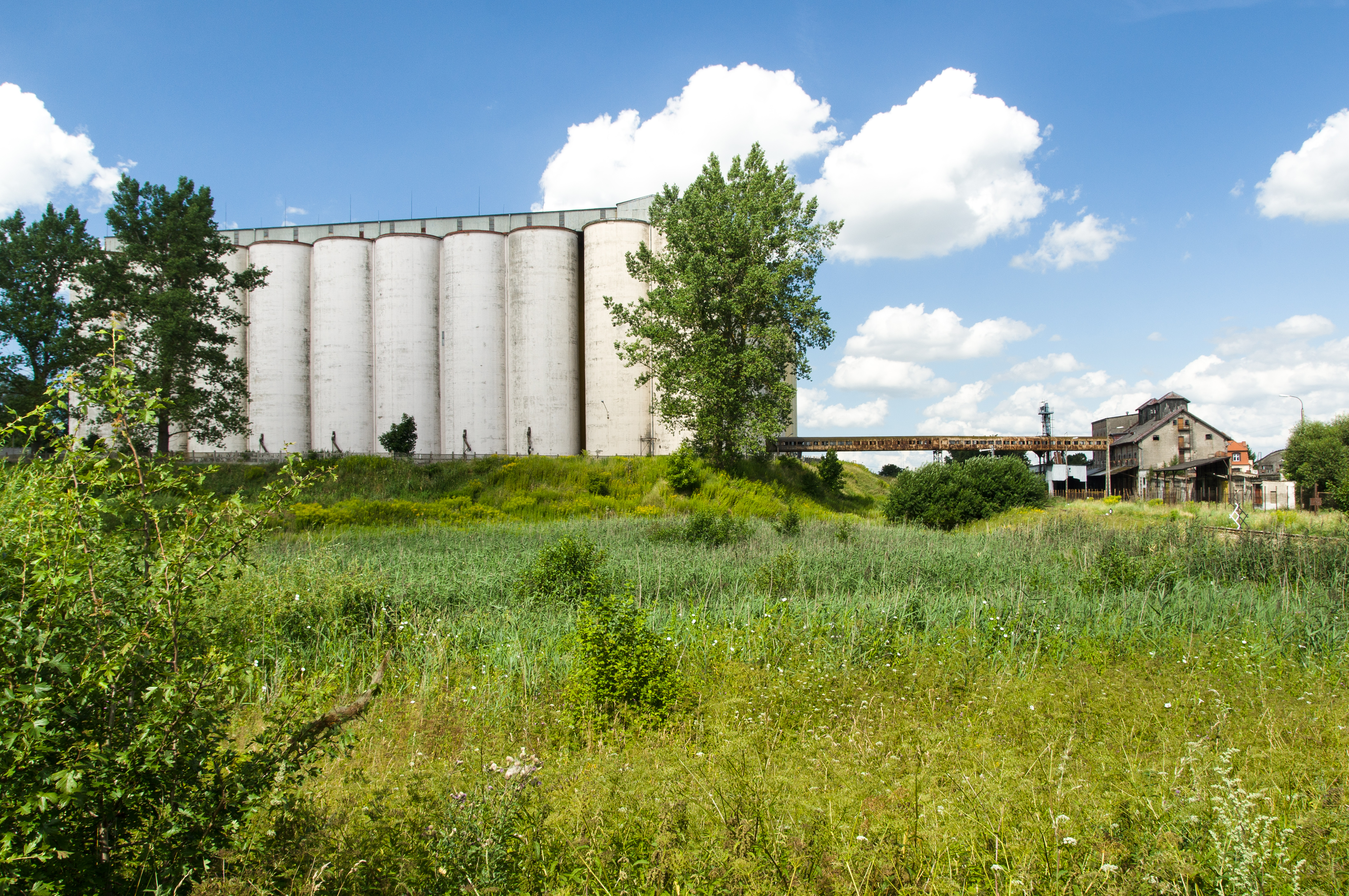
Magazyny zbożowe Elewarr w Pieniężnie

Elewarr Sp. z o.o. – spółka z siedzibą przy al. Witosa 31 w Warszawie, należąca do Krajowej Grupy Spożywczej S.A. Zajmuje się magazynowaniem i przechowywaniem zbóż, rzepaku i innych surowców pochodzenia rolniczego oraz obrotem tymi surowcami.

## Działalność
Elewarr Sp. z o.o. została utworzona przez Prezesa Agencji Rynku Rolnego w dniu 15 maja 1992 r. jako spółka prawa handlowego w celu zarządzania elewatorami zbożowymi, przejętymi przez Agencję Rynku Rolnego na podstawie art. 5 ust. 3 ustawy z dnia 7 czerwca 1990 r. o utworzeniu Agencji Rynku Rolnego.
Przedmiotem działalności spółki jest w szczególności sprzedaż hurtowa zbóż, nasion i pasz oraz magazynowanie i przechowywanie towarów. Zadania te spółka realizuje poprzez obrót zbożem oraz rzepakiem za środki własne i kredytów, a także świadczenie usług przechowywania dla podmiotów komercyjnych (zakłady tłuszczowe, firmy biopaliwowe, słodownie, mieszalnie pasz, firmy handlowe) i Rządowej Agencji Rezerw Strategicznych (przechowywanie rezerw płodów rolnych).
Jedynym udziałowcem (100% udziałów) Elewarr do 31 sierpnia 2017 r. była Agencja Rynku Rolnego, a od 1 września 2017 r. do 15 października 2021 był Krajowy Ośrodek Wsparcia Rolnictwa.

### Struktura organizacyjna
Według stanu na 15 października 2021 Elewarr wraz z Zamojskimi Zakładami Zbożowymi tworzy grupę kapitałową. We wrześniu 2021 Elewarr przekazał do KOWR spółkę zależną TDM „Arrtrans” S.A. w likwidacji. Ponadto Grupa Kapitałowa posiadała 10 akcji imiennych Warszawskiej Giełdy Towarowej S.A., stanowiących 1,2% kapitału zakładowego.

### Władze
W skład zarządu spółki wchodzą Jacek Łukaszewicz (prezes) i Marcin Roszczyk (wiceprezes zarządu)). W skład rady nadzorczej wchodzą Mariusz Obszyński, Piotr Kocięcki i Janusz Śliwiński. 

#### Afera Elewarr i PSL w 2012 roku
W opublikowanym w 2012 roku raporcie NIK wskazała liczne nieprawidłowości, w tym nepotyzm i wypłacenie bezpodstawnie 1,4 mln zł wynagrodzeń (np. prezes Andrzej Śmietanko zarabiał miesięcznie 29 tys. zł plus 4% od zysków). Wskazał także na słaby nadzór Agencji Rynku Rolnego nad spółką. W wyniku afery dymisję złożył minister rolnictwa Marek Sawicki. Nieprawidłowości w Elewarr były także przedmiotem postępowania CBA. Według NIK w latach 2008–2010 zarząd spółki pobrał nienależne wynagrodzenia w wysokości ponad 2,5 mln zł, zaś ze względu na malejące znaczenie Elewarru w stabilizacji rynku zbóż i rzepaku Izba zarekomendowała ministrowi rolnictwa likwidację spółki.